# Niti Chaichitathorn
Niti Chaichitathorn (นิติ ชัยชิตาทร, nascido em 7 de outubro de 1981), apelidado de Pompam, é um apresentador de televisão tailandês, criativo, produtor e ator, mais conhecido por co-apresentar o programa de viagens sobre estilo de vida Toey Tiew Thai e apresentar o talk show noturno Talk with Toey.
Niti se formou na Faculdade de Artes da Universidade de Chulalongkorn e se juntou à GMMTV, tornando-se chefe do grupo criativo em seu canal a cabo/satélite Bang Channel, através do qual Toey Tiew Thai foi originalmente transmitido e se tornou amplamente conhecido. Ele é abertamente gay, e tanto Toey Tiew Thai quanto Talk with Toey apresentam fortemente temas relacionados a queer (os títulos são um trocadilho com a palavra kathoey 'ladyboy'). Ele também teve vários papéis de atuação em filmes e séries de televisão. Ele ganhou o prêmio de Melhor Apresentador/Apresentador de Entretenimento no 22º Asian Television Awards, por Talk with Toey, em 2017.